# ザック・ジャクソン (右投手)
ザカリー・ギャレット・ジャクソン（Zachary Garrett Jackson, 1994年12月25日 - ）は、アメリカ合衆国オクラホマ州タルサ出身のプロ野球選手（投手）。右投右打。MLBのアスレチックス所属。

## 経歴

### プロ入り前
アーカンソー大学時代の2015年にはアメリカ合衆国代表に選出されている。

### プロ入りとブルージェイズ傘下時代

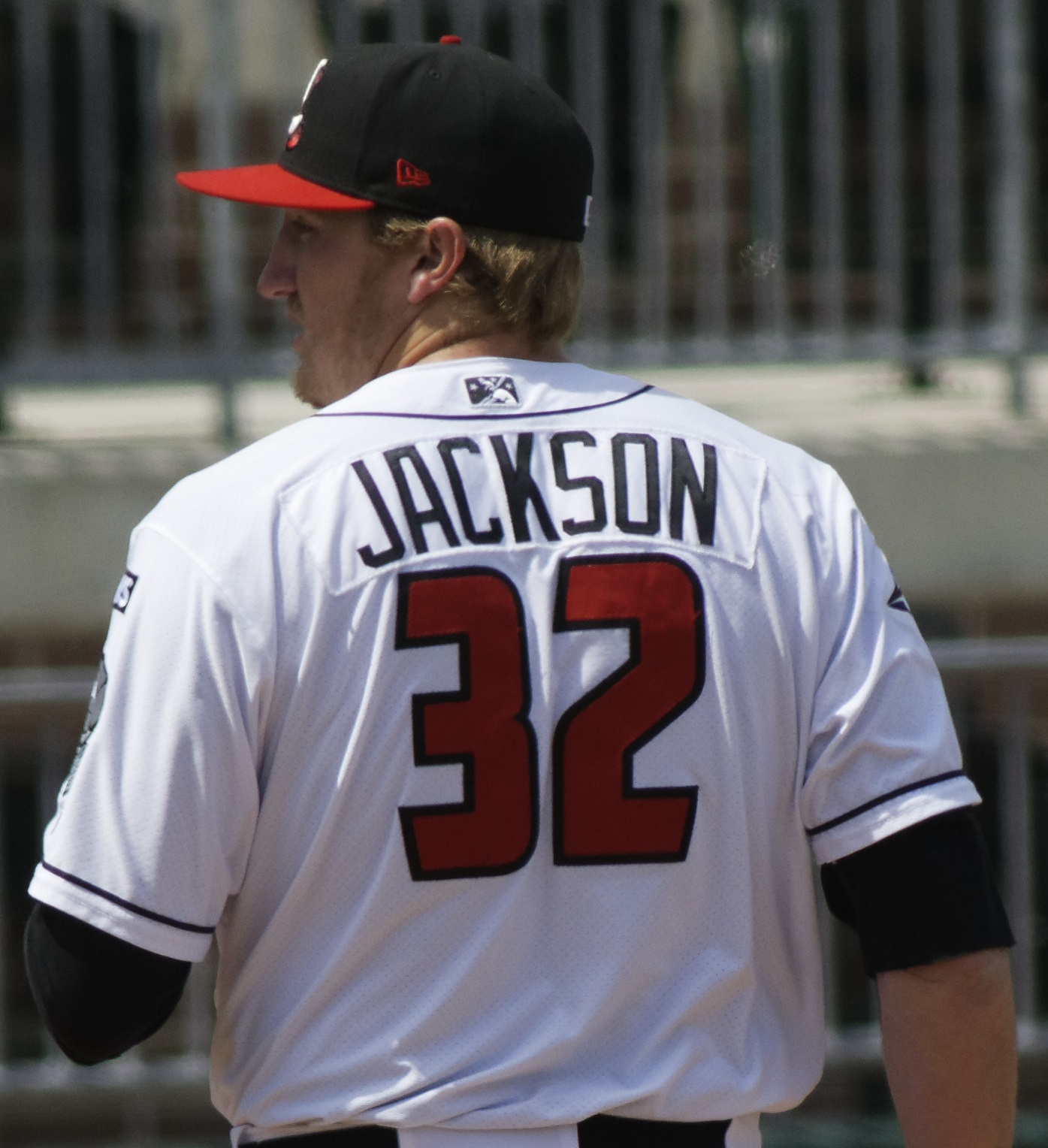
A級ランシング・ラグナッツ時代
(2017年)

2016年のMLBドラフト3巡目（全体102位）でトロント・ブルージェイズから指名され、プロ入り。契約後、傘下のルーキー級ガルフ・コーストリーグ・ブルージェイズでプロデビュー。A-級バンクーバー・カナディアンズでもプレーし、2球団合計で14試合に登板して1勝1敗、防御率3.38、23奪三振を記録した。
2017年はA級ランシング・ラグナッツとA+級ダニーデン・ブルージェイズでプレーし、2球団合計で48試合に登板して2勝2敗5セーブ、防御率2.47、68奪三振を記録した。
2018年はAA級ニューハンプシャー・フィッシャーキャッツでプレーし、43試合に登板して2勝3敗2セーブ、防御率2.47、75奪三振を記録した。オフにはアリゾナ・フォールリーグに参加し、サプライズ・サグアロスに所属した。
2019年はAAA級バッファロー・バイソンズでプレーし、46試合に登板して9勝0敗1セーブ、防御率3.97、68奪三振を記録した。
2020年はCOVID-19の影響でマイナーリーグの試合が開催されなかったため、公式戦の登板は無かった。

### アスレチックス時代
2020年12月10日にルール・ファイブ・ドラフト（マイナーリーグ・フェイズ）でオークランド・アスレチックスから指名され、移籍した。
2021年は傘下のAA級ミッドランド・ロックハウンズとAAA級ラスベガス・アビエイターズでプレーし、2球団合計で25試合に登板して2勝2敗6セーブ、防御率2.52、47奪三振を記録した。
2022年4月7日にメジャー契約を結んでアクティブ・ロースター入りし、開幕をメジャーで迎えた。4月9日のフィラデルフィア・フィリーズ戦でメジャーデビューを果たした。以降ブルペンの一員として8月下旬に右肩痛で故障者リスト入りするまでメジャーに帯同し、54試合に登板して2勝3敗3セーブにチーム最多の26ホールド、防御率3.00、67奪三振を記録した。

## 詳細情報

### 年度別投手成績
| 年 度    | 球 団    | 登 板 | 先 発 | 完 投 | 完 封 | 無 四 球 | 勝 利 | 敗 戦 | セ 丨 ブ | ホ 丨 ル ド | 勝 率 | 打 者 | 投 球 回 | 被 安 打 | 被 本 塁 打 | 与 四 球 | 敬 遠 | 与 死 球 | 奪 三 振 | 暴 投 | ボ 丨 ク | 失 点 | 自 責 点 | 防 御 率 | W H I P |
| -------- | -------- | ----- | ----- | ----- | ----- | -------- | ----- | ----- | -------- | ----------- | ----- | ----- | -------- | -------- | ----------- | -------- | ----- | -------- | -------- | ----- | -------- | ----- | -------- | -------- | ------- |
| 2022     | OAK      | 54    | 0     | 0     | 0     | 0        | 2     | 3     | 3        | 26          | .400  | 202   | 48.0     | 28       | 1           | 33       | 3     | 2        | 67       | 9     | 0        | 18    | 16       | 3.00     | 1.27    |
| 2023     | OAK      | 19    | 0     | 0     | 0     | 0        | 2     | 1     | 1        | 1           | .667  | 80    | 18.0     | 18       | 1           | 10       | 0     | 0        | 23       | 5     | 0        | 7     | 5        | 2.50     | 1.56    |
| MLB：2年 | MLB：2年 | 73    | 0     | 0     | 0     | 0        | 4     | 4     | 4        | 27          | .500  | 282   | 66.0     | 46       | 2           | 43       | 3     | 2        | 90       | 14    | 0        | 25    | 21       | 2.86     | 1.35    |

- 2023年度シーズン終了時

### 年度別守備成績
| 年 度 | 球 団 | 投手（P） | 投手（P） | 投手（P） | 投手（P） | 投手（P） | 投手（P） |
| 年 度 | 球 団 | 試 合     | 刺 殺     | 補 殺     | 失 策     | 併 殺     | 守 備 率  |
| ----- | ----- | --------- | --------- | --------- | --------- | --------- | --------- |
| 2022  | OAK   | 54        | 2         | 1         | 0         | 0         | 1.000     |
| 2023  | OAK   | 19        | 1         | 1         | 0         | 0         | 1.000     |
| MLB   | MLB   | 73        | 3         | 2         | 0         | 0         | 1.000     |

- 2023年度シーズン終了時

### 背番号
- 61（2022年 - ）